# Amy Weber
Amy Marie Weber est une actrice, modèle, chanteuse et ancienne WWE Diva américaine, née le 2 juillet 1970 à Peoria, dans l'Illinois (États-Unis).

## Biographie
Parallèlement au mannequinat, elle a démarré une carrière d'actrice au début des années 1990. 
Elle est apparue dans diverses séries télévisées, telles que Sauvés par le gong, Pacific Blue, Sept à la maison.
Au cinéma, elle a tenu des rôles principaux dans les films d'épouvante Kolobos (1999) et Le Masque d'Halloween (2006).
En 2004-2005, elle a également été WWE Diva.
En 2012, elle sort un album de musique pop, Let it Rain, qui reste dans le classement du Billboard Hot 100 (classement hebdomadaire établi par le magazine Billboard sur les 100 chansons les plus populaires aux États-Unis) pendant plus d'un mois et se positionne à la sixième position dans les charts anglais.

## Filmographie

### Cinéma
- 1992 : Dangerous Seductress : La reine du mal
- 1998 : Art House : Faith
- 1999 : Kolobos : Kyra
- 1999 : The Contract : Jessica Grey
- 2000 : Starforce : Dahlia Rojik
- 2000 : Crackerjack 3 : Kelly Jones
- 2001 : Joe La Crasse (Joe Dirt) : Shorter Brunette Lifeguard
- 2003 : Pauly Shore Is Dead : première amie de Zoey
- 2005 : Portrait of Eve : Eve Roth
- 2006 : Unbeatable Harold : serveuse de cocktail
- 2006 : Le Masque d'Halloween : Lynn Starks
- 2007 : Diablita : Diablita
- 2007 : Robot War : Karina Nadir
- 2009 : Becoming Pony Boi : Amy
- 2012 : Crossroad : Rita
- 2013 : Playdate : La mère
- 2014 : Steps of Faith : Elizabeth Meyers

### Télévision
- 1992 : Sauvés par le gong (Saved by the Bell) (série télévisée)
  - Screech à toutes les sauces (Screech's Spaghetti Sauce) (1992) : Chloe
- 1995 : Les Dessous de Palm Beach (Silk Stalkings) (série télévisée)
  - New Blood (1995) : Shelley Hunter
  - Private Dancer (1996) : Rebecca Wharton
- 1996 : Melrose Place (série télévisée)
  - Victimes (True Fibs) (1996) : Femme au foyer
- 1997 : Jenny (série télévisée)
  - A Girl's Gotta Lie (1997) : une femme
- 1998 : Mike Hammer, Private Eye (série télévisée)
  - Big Brother's Secret (1998) : Sylvia
- 1998 : USA High (série télévisée)
  - Jackson's Choice (1998) : Maggie
- 1998 : Pacific Blue (série télévisée)
  - Une semaine d'enfer (Thrill Week) (1998) : Nikki
- 1998 : Sept à la maison (7th Heaven) (série télévisée)
  - Vive le Père Noël (Here Comes Santa Claus) (1998) : Jenny
- 1999 : Los Angeles Heat (L.A. Heat) (série télévisée)
  - Too Young to Die (1999) : Serveuse
  - When Irish Eyes Are Smiling (1999) : Julia, la nudiste
- 1999 : City Guys (série télévisée)
  - Greece Is the Word (1999) : Ariana
- 1999 : Port Charles (série télévisée) : Lark Madison-Scanlon #3
- 1999 : Forbidden Games : Shauna
- 2000 : Kiss Tomorrow Goodbye (télévision) : Barmaid
- 2001 : Sheena, Reine de la Jungle (série télévisée)
  - Divas of the Jungle (2001) : Ruby
- 2001 : Getaway (série télévisée) : co-animateur
- 2001 : La Loi du fugitif (18 Wheels of Justice) (série télévisée)
  - Second Sense (2001) : Agent spécial Abigail Rose
- 2001 : Les Experts (CSI: Crime Scene Investigation) (série télévisée)
  - Drôles de braqueuses (And Then There Were None) (2001) : serveuse de cocktail
- 2002 : Son of the Beach (série télévisée)
  - Penetration Island (2002) : Porcelain Bidet
  - Saturday Night Queefer (2002) : Porcelain Bidet
- 2002 : Le Monde merveilleux d'Andy Richter (Andy Richter Controls the Universe) (série télévisée)
  - Relationship Ripcord (2002) : amoureuse d'Andy
- 2004 : Lingerie Bowl (télévision) : Sideline Reporter
- 2007 : Nu Wrestling Evolution (télévision)

## Discographie
- 2012 : Let it Rain